# 张超 (中将)
张超（1930年—），中国人民解放军将领、中国人民解放军中将。 
1993年，授予中国人民解放军中将，曾任军事科学院副政治委员。 